# 성북천
성북천(城北川)은 서울특별시 성북구 성북동 북악산 서쪽에서 발원하여 동남쪽으로 흘러 청계천으로 합류하는 지방하천이다. 과거 안암천(安岩川)으로 불렸다. 1960년대까지도 물이 맑아 일대로는 복숭아를 재배했고 물가에서 빨래를 하였다고 하나, 1960년대 말부터 총 3.66km 구간에서 복개가 이루어져 수질 또한 악화되었었다. 지금은 삼선교 이남에서 복원을 진행하여 한성대입구역 앞부터 청계천 합류부까지가 생태하천으로 복원되어 있다.

## 연혁
- 1967년 10월 30일: 삼선교~양회다리(지금의 늘벗다리 부근) 394m 구간 복개 및 삼선상가아파트 착공[5][6]
- 1968년 6월 30일: 삼선상가아파트 나동 개업[6]
- 1968년 7월말: 삼선상가아파트 가·다동 개업[6]
- 1970년: 성북상가아파트 개업[7]
- 1977년 9월 1일: 삼선교 북쪽 180m 구간 복개 착공[8]
- 2001년 9월 10일: 성북상가아파트 OB동 철거 및 1단계 복원 공사 착공[9][10]
- 2003년 7월 10일: 1단계 134m 구간 복원 준공[11]
- 2004년 5월: 성북상가아파트 C·D·E동 철거 및 2단계 복원 착공[12]
- 2006년 10월 31일: 2단계 258m 구간 복원 준공[13]
- 2006년 11월: 3-1단계 복원 착공[13]
- 2007년 10월: 삼선상가아파트 철거 및 3-2단계 복원 착공[14]
- 2007년 말: 3-1단계 462m 구간 복원 준공[14][13]
- 2008년 9월 25일: 대광초등학교 부근 4단계 복원 착공[15]
- 2009년 4월 16일: 3-2단계 242m 구간 복원 준공[16]
- 2009년 7월 31일: 성북구청 및 성북경찰서 부근 5단계 복원 착공[17]
- 2010년 10월 31일: 4·5단계 복원 준공[18]

## 다리 목록
- 수고해다리(水鼓蟹-): 성북천 발원지 인근에 있다. ‘가재가 물장구 치는 다리’라는 뜻이다.
- 삼선교(三仙橋): 지금의 서울 지하철 4호선 한성대입구역 위치에 있었다.
- 희망의다리: 동소문로6길이 지난다.
- 늘벗다리: 동소문로8길이 지난다.
- 물빛다리: 동소문로10길이 지난다.
- 한빛다리
- 성북3교: 보문로가 지난다.
- 하늘다리: 보문로34길이 지난다.
- 바람마당교: 보문로32길이 지난다.
- 보문2교: 보문로30길이 지난다.
- 용문2교: 보문로26길이 지난다.
- 보문3교: 고려대로가 지난다.
- 보문4교: 보문로22길이 지난다.
- 안암교: 보문로18길이 지난다.
- 보문제1교: 보문로14길이 지난다.
- 안암2교: 안암로가 지난다.
- 안암교: 왕산로가 지난다.
- 용신1교: 하정로2길과 천호대로9가길 사이에 있다.
- 동진교: 천호대로가 지난다.
- 용미교: 청계천로5길과 무학로23길 사이에 있다.
- 용신교: 청계천로5길과 무학로19길 사이에 있다.
- 성북천교: 청계천로가 지난다.